# Robotan
Robotan (яп. ロボタン Роботан) — японский чёрно-белый аниме-сериал, выпущенный студией Ohiro Planning, который транслировался в Японии с 1 октября 1966 года по 27 сентября 1968 года. Всего выпущены 103 серии аниме. Через 20 лет студией Tokyo Movie Shinsha (ныне TMS Entertainment) была выпущена цветная версия сериала в 33 серии, которая транслировалась по телеканалу TMS с 6 января по 16 сентября 1986 года.

## Сюжет
Мальчик-гений по имени Кан-тян создаёт робота — Роботана, который может летать, или пробивать объекты. Но у Роботана есть и противник: младенец, который ненавидит робота и делает множество попыток уничтожить его или поработить, однако всегда терпит поражение. Роботан также немного влюблён в учительницу Уми и любит бананы, которые дают ему дополнительный заряд энергии.

## Роли озвучивали
- Хироко Маруяма — Роботан
- Эйко Ямада — Кан-тян
- Тика Сакамото — Ботти
- Маюми Танака — Кико
- Кэнъити Огата — Амэномори
- Рика Фуками — Умэ Такэмацу
- Масахиро Андзай — Санто Умино
- Кэйко Хан — Мерилин